# فرودگاه لیپینگ
فرودگاه لیپینگ (به انگلیسی: Liping Airport) یک فرودگاه همگانی با کد یاتا HZH است . این فرودگاه در کشور چین قرار دارد .

## شرکت‌های هواپیمایی و مقصدهای پروازی
| شرکت‌های هواپیمایی      | مقصدهای پروازی                                                    |
| ---------------------- | ----------------------------------------------------------------- |
| هواپیمایی شرقی چین     | شانگهای پودنگ，کونمینگ چانگشوی                                    |
| China Express Airlines | چنگچینگ ییانگبی، لانگ‌دونگ‌بائو گوئی‌یانگ，فوژو چنگل، ونچو یونگچیانگ |
| هواپیمایی جنوبی چین    | بایون گوآنگجو                                                     |
| اوکی ایرویز            | چانگشا هوانگهوا                                                   |